# Associazione Calcio Mantova 1976-1977
Questa pagina raccoglie le informazioni riguardanti l'Associazione Calcio Mantova nelle competizioni ufficiali della stagione 1976-1977.

## Stagione
A Mantova dopo aver dato tanta passione e impegno per la città, termina il decennio di presidenza di Andrea Zenesini, il nuovo responsabile della società biancorossa è Franco Marenghi. I virgiliani hanno anche un nuovo tecnico Giulio Bonafin, la squadra parte bene in campionato, dopo sei giornate è in testa alla classifica ma a ottobre perde il suo pezzo pregiato Erasmo Iacovone che viene ceduto al Taranto in Serie B. Senza il faro che aveva già realizzato 6 reti, di cui 4 in campionato e 2 in Coppa, smarrisce lo smalto iniziale e viene risucchiata a metà classifica. Dopo la sconfitta interna ai primi di maggio contro il Sant'Angelo (1-2), viene esonerato Giulio Bonafin, per le restanti 5 partite è promosso il suo vice Giovanni Brenna.
Nel girone A della Serie C, il Mantova con 36 punti in classifica si è piazzato in undicesima posizione, il torneo è stato vinto con 55 punti dalla Cremonese che è stata promossa in Serie B, secondo l'Udinese con 51 punti. 
Nella Coppa Italia di Serie C la squadra virgiliana disputa prima del campionato il 15º girone di qualificazione, che viene vinto dal Parma, davanti al Mantova ed alla Reggiana.

## Rosa
| N. |                   | Ruolo | Calciatore         |
| -- | ----------------- | ----- | ------------------ |
|    | Italia (bandiera) | A     | Stefano Baglini    |
|    | Italia (bandiera) | D     | Piero Bianco       |
|    | Italia (bandiera) | A     | Giorgio Blasig     |
|    | Italia (bandiera) | P     | Carlo Carnelutti   |
|    | Italia (bandiera) | C     | Ezio Chiogna       |
|    | Italia (bandiera) | P     | Giorgio Ciaschini  |
|    | Italia (bandiera) | C     | Rosaldo Federici   |
|    | Italia (bandiera) | C     | Mario Gaudenzi     |
|    | Italia (bandiera) | C     | Claudio Innocentin |
|    | Italia (bandiera) | A     | Erasmo Iacovone    |

| N. |                   | Ruolo | Calciatore          |
| -- | ----------------- | ----- | ------------------- |
|    | Italia (bandiera) | C     | Gianfranco Lizzari  |
|    | Italia (bandiera) | D     | Carlo Lolli         |
|    | Italia (bandiera) | D     | Fausto Mazzanti     |
|    | Italia (bandiera) | D     | Ermanno Merlo       |
|    | Italia (bandiera) | A     | Giancarlo Mongitore |
|    | Italia (bandiera) | D     | Franco Moretti      |
|    | Italia (bandiera) | C     | Enrico Piccotti     |
|    | Italia (bandiera) | D     | Danilo Pierini      |
|    | Italia (bandiera) | C     | Guido Quadrelli     |
|    | Italia (bandiera) | A     | Giorgio Scalcon     |

## Risultati

### Serie C girone A

#### Girone di andata
| Arbitro: | Tani (Livorno) |

|                           |           |                |
| Piccotti 40’ Iacovone 66’ | Marcatori | 49’ Rombolotto |

| Arbitro: | Gazzari (Macerata) |

|           |           |               |
| Motta 75’ | Marcatori | 88’ Mongitore |

| Arbitro: | Armienti (Bologna) |

|                            |           |         |
| Mongitore 25’ Iacovone 81’ | Marcatori | 76’ Dri |

| Arbitro: | Sancini (Bologna) |

|           |           |                                         |
| Canzi 80’ | Marcatori | 38’ Gaudenzi 57’ Iacovone 88’ Quadrelli |

| Arbitro: | Castaldi (Vasto) |

|               |           |  |
| Mongitore 25’ | Marcatori |  |

| Arbitro: | Migliore (Salerno) |

|                            |           |  |
| Iacovone 85’ Mongitore 88’ | Marcatori |  |

| Arbitro: | Foschi (Forlì) |

|                    |           |             |
| Lizzari 23’ (aut.) | Marcatori | 90’ Baglini |

| Mantova 31 ottobre 1976 8ª giornata | Mantova             | 0 – 0 | Venezia | Stadio Danilo Martelli\| Arbitro: \| Materassi (Firenze) \| |
| Arbitro:                            | Materassi (Firenze) |       |         |                                                             |

| Padova 7 novembre 1976 9ª giornata | Padova           | 0 – 0 | Mantova | Stadio Silvio Appiani\| Arbitro: \| Paparesta (Bari) \| |
| Arbitro:                           | Paparesta (Bari) |       |         |                                                         |

| Arbitro: | G. Panzino (Catanzaro) |

|                 |           |            |
| Leonarduzzi 29’ | Marcatori | 64’ Bianco |

| Mantova 21 novembre 1976 11ª giornata | Mantova               | 0 – 0 | Piacenza | Stadio Danilo Martelli\| Arbitro: \| Ballerini (La Spezia) \| |
| Arbitro:                              | Ballerini (La Spezia) |       |          |                                                               |

| Arbitro: | Redini (Pisa) |

|                        |           |             |
| Frigerio 9’ Vanara 71’ | Marcatori | 83’ Lizzari |

| Arbitro: | Lanese (Messina) |

|                                |           |                                    |
| Blasig 23’ (rig.) Gaudenzi 68’ | Marcatori | 55’ (aut.) F. Moretti 73’ Chigioni |

| Arbitro: | Lanzafame (Taranto) |

|            |           |            |
| Frutti 64’ | Marcatori | 41’ Blasig |

| Arbitro: | Colasanti (Roma) |

|  |           |            |
|  | Marcatori | 24’ Basili |

| Arbitro: | Pieroni (Fabriano) |

|                        |           |  |
| D'Urso 87’, 90’ (rig.) | Marcatori |  |

| Mantova 9 gennaio 1977 17ª giornata | Mantova          | 0 – 0 | Albese | Stadio Danilo Martelli\| Arbitro: \| Castaldi (Vasto) \| |
| Arbitro:                            | Castaldi (Vasto) |       |        |                                                          |

| Arbitro: | D'Elia (Salerno) |

|                                             |           |  |
| Acanfora 57’ (rig.), 77’ Zandegù 88’ (rig.) | Marcatori |  |

| Arbitro: | Tani (Livorno) |

|  |           |              |
|  | Marcatori | 23’ Pellerei |

#### Girone di ritorno
| Arbitro: | Lanzetti (Viterbo) |

|          |           |               |
| Marchini | Marcatori | 10’ Mongitore |

| Arbitro: | Ballerini (La Spezia) |

|                    |           |                     |
| Lizzari 56’ (rig.) | Marcatori | 16’, 22’ G.B. Motta |

| Arbitro: | Vinci (Messina) |

|  |           |             |
|  | Marcatori | 22’ Pierini |

| Mantova 20 gennaio 1977 23ª giornata | Mantova                | 0 – 0 | Seregno | Stadio Danilo Martelli\| Arbitro: \| G. Panzino (Catanzaro) \| |
| Arbitro:                             | G. Panzino (Catanzaro) |       |         |                                                                |

| Arbitro: | Prato (Lecce) |

|                       |           |  |
| Innocentin 40’ (aut.) | Marcatori |  |

| Arbitro: | Angelelli (Terni) |

|  |           |                             |
|  | Marcatori | 24’ Gaudenzi 37’ Innocentin |

| Arbitro: | Savalli (Trapani) |

|           |           |  |
| Lolli 75’ | Marcatori |  |

| Arbitro: | Vago (Chiavari) |

|                                        |           |             |
| Scarpa 17’ Seno 41’ Pierini 83’ (aut.) | Marcatori | 37’ Pierini |

| Arbitro: | Lombardo (Marsala) |

|  |           |                       |
|  | Marcatori | 5’ (aut.) F. Mazzanti |

| Mantova 3 aprile 1977 29ª giornata | Mantova         | 0 – 0 | Clodia Sottomarina | Stadio Danilo Martelli\| Arbitro: \| Paradisi (Fano) \| |
| Arbitro:                           | Paradisi (Fano) |       |                    |                                                         |

| Piacenza 10 aprile 1977 30ª giornata | Piacenza         | 0 – 0 | Mantova | Stadio Galleana\| Arbitro: \| Adamu (Cagliari) \| |
| Arbitro:                             | Adamu (Cagliari) |       |         |                                                   |

| Arbitro: | Vitali (Bologna) |

|             |           |              |
| Baglini 52’ | Marcatori | 75’ Frigerio |

| Arbitro: | Redini (Pisa) |

|              |           |             |
| Nicolini 68’ | Marcatori | 85’ Baglini |

| Arbitro: | Zuffi (Ravenna) |

|             |           |                 |
| Baglini 80’ | Marcatori | 26’, 78’ Frutti |

| Arbitro: | Lanzetti (Viterbo) |

|              |           |                                       |
| Basili 45+1’ | Marcatori | 46’ Baglini 88’ Lizzari 90’ Mongitore |

| Arbitro: | Corigliano (Crotone) |

|             |           |                    |
| Lizzari 58’ | Marcatori | 80’ (aut.) Lizzari |

| Alba 29 maggio 1977 36ª giornata | Albese           | 0 – 0 | Mantova | Stadio San Cassiano\| Arbitro: \| Vitali (Bologna) \| |
| Arbitro:                         | Vitali (Bologna) |       |         |                                                       |

| Arbitro: | Facchin (Udine) |

|  |           |             |
|  | Marcatori | 59’ Zandegù |

| Biella 12 giugno 1977 38ª giornata | Biellese       | 0 – 0 | Mantova | Stadio Lamarmora\| Arbitro: \| Foschi (Forlì) \| |
| Arbitro:                           | Foschi (Forlì) |       |         |                                                  |

### Coppa Italia Semipro

#### Girone 15°
| Arbitro: | Da Pozzo (Monza) |

|  |           |             |
|  | Marcatori | 4’ Iacovone |

| 25 agosto 1976 2ª giornata |  | – Turno di riposo MANTOVA |  |  |

| Arbitro: | Guardini (Verona) |

|  |           |             |
|  | Marcatori | 76’ Turella |

| Mantova 1º settembre 1976 4ª giornata | Mantova         | 0 – 0 | Reggiana | Stadio Danilo Martelli\| Arbitro: \| Magni (Bergamo) \| |
| Arbitro:                              | Magni (Bergamo) |       |          |                                                         |

| 5 settembre 1976 5ª giornata |  | – Turno di riposo MANTOVA |  |  |

| Arbitro: | Lanzafame (Taranto) |

|                                        |           |              |
| Borzoni 17’ Zanutto 22’ Colonnelli 39’ | Marcatori | 84’ Iacovone |

Classifica finale del 15º girone di qualificazione: Parma punti 7, Mantova punti 3, Reggiana punti 2.